# Anopheles arabiensis
Anopheles arabiensis este o specie de țânțari din genul Anopheles, descrisă de William Hampton Patton în anul 1905. Conform Catalogue of Life specia Anopheles arabiensis nu are subspecii cunoscute.